# レッドボーン・クーンハウンド
レッドボーン・クーンハウンド（英: Redbone Coonhound）は、アメリカ合衆国原産のツリーイング・ドッグ犬種のひとつである。

## 歴史
レッドボーンの先祖は、18世紀にスコットランドとアイルランドから輸入された赤毛のセントハウンドである。もともとこれらの犬は能力を重視したブリーディングが行われていた名も無き作業犬で、毛色もレッドの単色ではなかった。
しかし、1920年代になるとこれらの犬の愛好家が集まり、この類の犬を犬種として統一する動きが起こった。改良の途上では、当初、背中に大きな黒い部分（サドルバック）があったが、更に改良が進められ、赤毛一色の犬が作出された。ちなみに、クーンハウンドの中で毛色が単色なのは本種だけである。
主にアライグマやピューマ、アメリカクロクマのツリーイング猟をするのに使われる。パックで獲物のにおいを追跡し、発見すると吠えながら追いかけて木の上に追い詰める。レッドボーンは獲物に向かって吠え続けて木の上から逃げられないようにし、駆けつけた主人によって振り落とされるか猟銃で撃ち落とされ、最後に犬が獲物を仕留める。
現在レッドボーンは人気の高いクーンハウンドの一種に数えられていて、アメリカだけでなくカナダやメキシコでも人気の猟犬である。又、あまり一般的ではないが、日本でも一部の猟師には人気があり、輸入されて猟犬として使われている。ほぼ全ての犬が実猟犬として使われていて、ペットなどとして飼われているものは稀である。

## 特徴
毛色以外は典型的な姿をしたクーンハウンドである。頭部は少し大きめで目は小さく、瞳の色はブルーやブラウンなど。ノド下にはデューラップというたるみが少しある。筋肉質の体つきで、脚が長い。後頭部はボルゾイのようにやや突出していて、耳は顔の前部の少し下のほうに付いている長めの垂れ耳。尾は垂れ尾で、性格は忠実で勇敢、狩猟本能が高い。体高は雄56～68.5cm、雌53～66cmで、体重は雌雄ともに20.5～32kgの大型犬。主人家族とパックの仲間には友好的だが、獲物に対
しては全く容赦をしない。状況判断力が高く、いざというときの対処を考えるのも得意である。猟犬種であるため吠え声が大きくよく響き、運動量が非常に多いため、一般家庭での飼育はやや難しい。かかりやすい病気は運動のしすぎによる関節疾患、大型犬にありがちな股関節形成不全などがある。

## 有名なレッドボーン･クーンハウンド
- 『101匹わんちゃん』に登場するタウザー